# Zamach stanu w Iraku (1968)
Zamach stanu w Iraku w lipcu 1968 roku, rewolucja 17 lipca – wojskowy przewrót zorganizowany w Iraku w lipcu 1968 przez krajowy oddział partii Baas wspólnie z grupą oficerów. W jego rezultacie prezydent Abd ar-Rahman Arif został zmuszony do emigracji, zaś władzę w kraju przejęła partia Baas.

## Tło wydarzeń
W lutym 1963 partia Baas przeprowadziła w Iraku zamach stanu i przejęła władzę w kraju. Wskutek wewnętrznych sporów w organizacji już w listopadzie tego samego roku straciła ją, gdy kolejny pucz przeprowadził gen. Abd as-Salam Arif, dotąd współpracujący z baasistami. Arif pozostał przy władzy do 1966, gdy zginął w wypadku śmigłowca. Po tym wydarzeniu iraccy oficerowie z otoczenia Arifa wybrali na nowego prezydenta jego brata Abd ar-Rahmana.
Na początku r. 1968 iracka partia Baas zasugerowała prezydentowi utworzenie rządu jedności narodowej, w którym zasiadaliby oficerowie oraz przedstawiciele partii. Dopuszczała przy tym współrządzenie z naserystami. Inicjatywa baasistów została odrzucona. W tej sytuacji partia Baas zaczęła przygotowywać przewrót. Korzystając z konfliktów w elicie władzy, które ostatecznie doprowadziły do upadku rządu Tahira Jahji, baasiści nawiązali kontakt z wpływowymi oficerami, którzy dotąd byli lojalni wobec prezydenta, jednak rozczarowali się co do niego. Pozyskali w ten sposób do spisku kierującego Wywiadem Wojskowym Abd ar-Razzaka an-Najifa, dowódcę Gwardii Republikańskiej Ibrahima Abd ar-Rahmana Dawuda oraz dowódcę 10 brygady pancernej Saduna Ghajdana. Do realizacji planu przewrotu przystąpiono w dniu, gdy w Bagdadzie nie był obecny Sajjid Slaibi, dawniej dowódca Gwardii Republikańskiej wierny wobec Arifa.

## Przebieg przewrotu
Wczesnym rankiem 17 lipca 1968 Sadun Ghajdan wprowadził Ahmada Hasana al-Bakra, Saliha Mahdiego Ammasza i Hardana at-Tikritiego (członków Biura Wojskowego partii Baas) do dowództwa 10 brygady pancernej. Ibrahim Abd ar-Rahman ad-Dawud zajął siedzibę państwowego radia, które nadało komunikat o zmianie władzy, natomiast Abd ar-Razzak an-Najif przejął kontrolę nad ministerstwem obrony. Zamach stanu nie spotkał się z żadnym oporem. Zainteresowanie społeczeństwa przewrotem było szczątkowe. Prezydent Abd ar-Rahman Arif został zmuszony do wyjazdu z kraju.
Na czele nowego rządu stanął Abd ar-Razzak an-Najif, weszli do niego oficerowie niezwiązani z partią Baas oraz jej działacze. Partia Baas szybko zdecydowała jednak o usunięciu bezpartyjnych wojskowych, za czym obstawał szczególnie rosnący w siłę zastępca sekretarza regionalnego irackiej partii Saddam Husajn. 30 lipca 1968 premier an-Najif został zmuszony do wyjazdu z kraju. Partia Baas i utworzona przez nią Rada Dowództwa Rewolucji zdobyła pełnię władzy w kraju i sprawowała ją do 2003.